# Funkcja wymierna
Funkcja wymierna – funkcja będąca ilorazem funkcji wielomianowych. Iloraz wielomianów realizujących dane funkcje wielomianowe nazywa się wyrażeniem wymiernym. Można powiedzieć, że funkcje wymierne mają się tak do funkcji wielomianowych jak liczby wymierne do liczb całkowitych.

## Definicje
Niech {\displaystyle A} i {\displaystyle B} będą funkcjami wielomianowymi: 
{\displaystyle A(x)=a_{n}x^{n}+a_{n-1}x^{n-1}+\ldots +a_{1}x+a_{0},}
{\displaystyle B(x)=b_{m}x^{m}+b_{m-1}x^{m-1}+\ldots +b_{1}x+b_{0}.}
Ich współczynniki mogą być prawie dowolnymi liczbami rzeczywistymi, zespolonymi lub należeć do innej struktury algebraicznej nazywanej ciałem. Jedynym ograniczeniem jest wymóg, że {\displaystyle B} nie jest funkcją zerową: {\displaystyle B\not \equiv 0,} tzn. co najmniej jeden ze współczynników {\displaystyle b_{i}} jest różny od zera. Wtedy funkcję
{\displaystyle f(x)={\frac {A(x)}{B(x)}}}
nazywa się funkcją wymierną. Jej dziedziną jest dziedzina funkcji {\displaystyle A} z wyłączeniem miejsc zerowych funkcji {\displaystyle B.}
Jeśli stopień licznika jest niższy niż mianownika – czyli w tej notacji {\displaystyle n<m} – to funkcję wymierną nazywa się właściwą.

## Przykłady i zastosowania
- Funkcja {\displaystyle f(x)={\tfrac {2(1+3x)}{3(1-x)^{2}}}} jest wymierna.
- Wyrażenie {\displaystyle (1+x)^{y}} nie jest wymierne, stąd funkcja je realizująca również nie jest wymierna.
- Dowolny wielomian (funkcja wielomianowa) jest wyrażeniem wymiernym (funkcją wymierną).
- Jeśli {\displaystyle g} jest dowolnym wielomianem, a {\displaystyle h} jest wielomianem stałym (jest zerowego stopnia), to wyrażenie wymierne {\displaystyle f={\tfrac {g}{h}}} również jest wielomianem. Zdanie to jest również prawdziwe dla funkcji wielomianowych i wymiernych reprezentujących wielomiany i wyrażenia wymierne.
- Funkcja {\displaystyle f(x)={\tfrac {ax+b}{cx+d}}} jest wymierna. Jeżeli {\displaystyle ad-bc\neq 0} to nazywa się ją funkcją homograficzną (dla {\displaystyle c=0} jest to funkcja liniowa).

- Pochodną funkcji arcus tangens jest funkcja wymierna, która może być użyta np. do przybliżania tej pierwszej.
- Rozkład Cauchy’ego w probabilistyce i statystyce,
- W optyce współczynnik załamania (gęstość optyczna) w ośrodkach dyspersyjnych jest często wymierną funkcją długości fali.

## Własności
- Zbiór funkcji wymiernych z dodawaniem i mnożeniem jest ciałem. Działania na funkcjach wymiernych wykonuje się podobnie do działań na zwykłych ułamkach. Dokładniej, jeśli {\displaystyle P} jest pierścieniem całkowitym oraz {\displaystyle P[x]} jego pierścieniem wielomianów, to {\displaystyle K} jest ciałem ułamków pierścienia {\displaystyle P[x].}
- Zbiór funkcji wymiernych jest K-algebrą.
- Złożenie funkcji wymiernych jest funkcją wymierną.
- Dowolna funkcja wymierna (nad ciałem liczb zespolonych) jest funkcją meromorficzną